# Steuermarke „Notopfer Berlin“

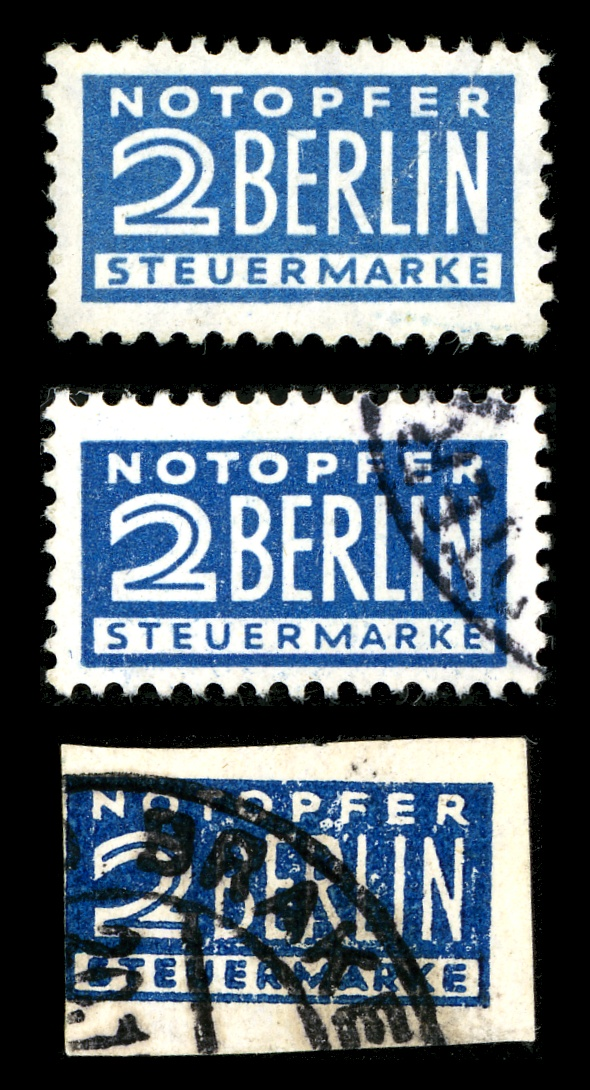
Drei Notopfermarken

Notopfer Berlin war eine Zusatzabgabe zur Einkommensteuer und eine Steuermarke, die im Gebiet der Bundesrepublik Deutschland in der Zeit vom 1. Dezember 1948 bis zum 31. März 1956 bei der Mehrzahl der Postsendungen  zusätzlich zum normalen Postporto aufgeklebt werden musste.
Die Steuermarke über 2 Pfennig wurde von der Post und später Deutschen Bundespost verkauft. Die Steuer beruhte zunächst auf dem vom Wirtschaftsrat des Vereinigten Wirtschaftsgebietes erlassenen Gesetz zur Erhebung einer Abgabe „Notopfer Berlin“ im Vereinigten Wirtschaftsgebiet vom 8. November 1948, das später mehrfach neu gefasst wurde. Es wurde durch das Berlinhilfegesetz ersetzt.

## Hintergrund
Während der Berlin-Blockade und der Luftbrücke (26. Juni 1948 bis 11. Mai 1949) verabschiedete der Wirtschaftsrat für die Bizone am 8. November 1948 das „Gesetz zur Erhebung einer Abgabe ‚Notopfer Berlin‘ im Vereinigten Wirtschaftsgebiet“. Danach musste – neben zusätzlichen Abgaben herkömmlicher Art – auf die meisten Postsendungen innerhalb der Bundesrepublik (außer von und nach West-Berlin) zusätzlich zum normalen Porto (damals 20 Pfennig für einen Standardbrief und 10 Pfennig für eine Postkarte) eine Steuermarke, das sogenannte „Notopfer“, geklebt werden. Diese zwei Pfennig sollten der durch die Berlin-Blockade in wirtschaftliche Not geratenen West-Berliner Bevölkerung zugutekommen.

## Verwendungsgebiet
Die Notopfermarke war in den Gebieten der amerikanischen und britischen Zone (sogenannte Bizone) seit dem 1. Dezember 1948 zu verwenden, während in den verschiedenen Teilen der französischen Zone unterschiedliche Regelungen der Benutzung galten:
- In Rheinland-Pfalz (Briefmarken-Ausgaben der französischen Zone Rheinland-Pfalz) mussten ab 1. Februar 1949 bis 31. März 1949 und dann wieder ab 1. Juli 1949 bis 31. März 1956 die Notopfermarken verwendet werden.[4]
- In Baden (Briefmarken-Ausgaben der französischen Zone Baden) am 1. und 2. Juli 1949 und dann ab 17. Juli 1949 bis 31. März 1956. Laut Badischem Gesetz- und Verordnungsblatt 28/1949 vom 21. Juni 1949 wurden die Einnahmen als Notopfer neben Berlin auch für Kehl bestimmt.[5]
- In Württemberg-Hohenzollern (Briefmarken-Ausgaben der französischen Zone Württemberg-Hohenzollern) vom 10. Januar 1949 bis Ende Mai 1949 und dann wieder vom 1. Januar 1950 bis 31. März 1956. Vom 1. Juli bis 31. Dezember 1949 mussten auf Grund des Württemberger Gesetzes vom 24. Juni 1949 die sogenannten Wohnungsbauabgabe-Marken verwendet werden. Der Verkauf endete bereits am 29. Dezember, seitdem galt wieder die normale Notopfermarke für Berlin.[6]

Die Erhebungszeiträume für die Abgabe auf Postsendungen, die zuerst auf die Monate Dezember 1948 bis Februar 1949 begrenzt waren, sind wiederholt verlängert worden. Das Gesetz vom 29. Dezember 1949 dehnte die Erhebung der Abgabe auf das ganze Bundesgebiet aus und war ab dem 1. Januar 1950 in der gesamten Bundesrepublik Deutschland gültig. Weitere Änderungen ergaben sich nach dem Gesetz vom 28. März 1953 bis Ende Dezember 1954.

Zusatzstempel: „Steuermarke fehlt!“. Die Ortspostkarte zu 8 Pfennig wurde um 2 Pfennig zu einer Fernpostkarte aufgewertet, siehe Nachbarortsverkehr.

Die abgabepflichtigen Sendungen waren mit einer Steuermarke von 2 Pfennig zu versehen. Die Abgabe war eine Steuer im Sinne der Reichsabgabenordnung. Die Abgabepflicht konnte nicht durch Aufkleben von Postwertzeichen auf die abgabepflichtige Sendung erfüllt werden (siehe Abbildung mit der fehlenden Steuermarke). Abgabepflichtige Sendungen, die mit einer Steuermarke nicht versehen waren, wurden von der Post nicht befördert. Eine Erstattung der Abgabe auf Postsendungen war ausgeschlossen.
Bei den durch Absender- oder Postfreistempler freigestempelten Sendungen sowie bei Paketen und Päckchen von Selbstbuchern, die am Einziehungsverfahren teilnahmen, konnte die Abgabe auch beim Postamt bar entrichtet oder nach Vereinbarung durch Post- oder Bankscheck oder durch Abbuchen vom Postscheckkonto beglichen werden. In diesem Falle waren die abgabenfreien Sendungen getrennt von den abgabepflichtigen einzuliefern.
Nach der Bekanntmachung der Neufassung des Gesetzes zur Erhebung einer Abgabe „Notopfer Berlin“ vom 10. März 1952 wurde die Abgabe auf folgende Postsendungen im Gebiet der Bundesrepublik Deutschland erhoben:
1. Briefe
2. Postkarten
3. Geschäftspapiere
4. Warenproben
5. Mischsendungen
6. Päckchen
7. Pakete (Postgüter)
8. Bahnhofsbriefe
9. Bahnhofszeitungen

Von der Abgabe ausgenommen waren:

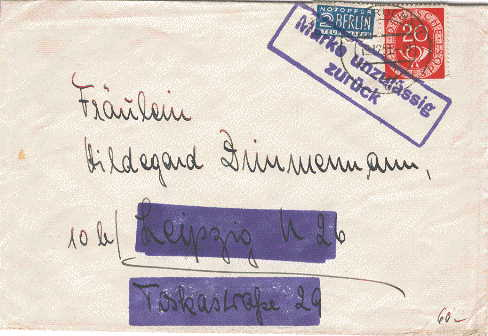
Ab Ende Januar 1949 wurde die Notopfermarke, wenn sie in der Sowjetischen Besatzungszone bzw. der DDR auf Sendungen entdeckt wurde, beanstandet (siehe Postkrieg). Hier wurde der Stempel: „Marke unzulässig – zurück“ verwendet.

- Dienstsendungen der ausländischen Vertretungen und der Konsulate
- Postanweisungen und Zahlkarten (einschließlich derer, die zur Übermittlung von durch Postnachnahmen und Postaufträge eingezogenen Beträgen dienen)
- Drucksachen und Zeitungsdrucksachen
- Werbeantworten
- Wurfsendungen
- gebührenfreie Briefe an die Postscheckämter und Postsparkassenämter bei Verwendung der besonderen Briefumschläge
- vollzogen zurückgesandte Zustellungsurkunden und Rückscheine
- Zeitungsgut
- Blindenschriften
- Anträge zur Prüfung von Anschriften.
- von Dienststellen ausgehende Sendungen, die unter Postsache abzusenden waren
- Sendungen von amtlich anerkannten Auskunftstellen über Kriegsgefangene
- Sendungen nach dem Ausland, nach Groß-Berlin und nach der sowjetischen Besatzungszone

## Aussehen
Die Steuermarken wurden in der Größe 12,75 mm × 21,48 mm (halbe Größe I der Postwertzeichen zu 21,48 mm × 25,5 mm) herausgegeben. Die Marken wurden auf Ersuchen der Verwaltung für Finanzen des Vereinigten Wirtschaftsgebiets durch Vermittlung der Hauptverwaltung für das Post- und Fernmeldewesen des Vereinigten Wirtschaftsgebiets hergestellt und durch die Postdienststellen vertrieben. Sie zeigen auf dunkelblauem Grund die Angaben Notopfer, darunter 2 Berlin in negativer Antiquaschrift. Auf einem unteren weißen Randstreifen ist das Wort Steuermarke in blauer Antiquaschrift abgedruckt. Die Markenbogen zu 200 Stück wurden wegen der Eilbedürftigkeit anfangs nicht perforiert, sodass diese Marken mit der Schere vom Bogen abgeschnitten werden mussten, später (ab Anfang 1950) wurden sie perforiert geliefert (Briefmarkentrennung). Schätzungsweise wurden in den acht Jahren 20,7 Milliarden Stück gedruckt.

## Umsatzerlöse
Die Steuermarke Notopfer Berlin wurde durch die Deutsche Bundespost verkauft, diese erhielt 2,25 % des Erlöses als Vergütung für ihre Leistung. Nach Einbehaltung der Vergütung wurde der Erlös an das Bundesfinanzministerium abgeführt. Der Umsatz betrug in Millionen DM:
| Jahr          | Umsatz in Mio. DM | Heutiger Wert in Mio. Euro | Einzugsgebiet mit Zeitraum |
| ------------- | ----------------- | -------------------------- | --- |
| 1948          | 20,6              | 64                         | Bizone, ab 1. Dezember 1948 |
| 1949          | 49,0              | 154                        | - Bizone - Rheinland-Pfalz (1. Februar bis 31. März 1949 und ab 1. Juli 1949 bis Ende) - Baden (1. und 2. Juli 1949 und dann ab 17. Juli 1949 bis Ende) - Württemberg-Hohenzollern (10. Januar 1949 bis Ende Mai 1949. Vom 1. Juli bis 31. Dezember 1949 mussten aufgrund des Württemberger Gesetzes vom 24. Juni 1949 die sogenannte Wohnungsbauabgabe-Marke verwendet werden. Der Verkauf endete bereits am 29. Dezember, seitdem galt wieder die normale Notopfermarke für Berlin.) |
| 1950          | 50,5              | 169,6                      | komplettes Bundesgebiet ab 1. Januar 1950 |
| 1951          | 52,4              | 163,5                      | komplettes Bundesgebiet |
| 1952          | ?                 |                            | komplettes Bundesgebiet |
| 1953          | ?                 |                            | komplettes Bundesgebiet |
| 1954          | ?                 |                            | komplettes Bundesgebiet |
| 1955          | ?                 |                            | komplettes Bundesgebiet |
| 1956          | ?                 |                            | komplettes Bundesgebiet bis zur Einstellung 31. März 1956 |
| Erlöse gesamt | 413,8             | 1.229,5                    | Insgesamt wurden 413,8 Millionen DM Erlöse erzielt. |

## Bewertung in der Philatelie
Briefmarkensammler unterscheiden die verschiedenen Versionen der Marken, die sich durch unterschiedliche Wasserzeichen, Zähnungen und kleine Abweichungen in der Typographie unterscheiden.
Der Michel-Katalog unterscheidet die Notopfermarken in acht Hauptnummern (Michel-Nummern). Die Marke wurde mit sieben verschiedenen Wasserzeichen und mehreren unterschiedlichen Zähnungen und Farben (von blau bis schwarzblau) hergestellt. Weiterhin wurden die Buchstaben ‚R‘ (flacher oder steiler Abstrich) und ‚N‘ (spitzes oder stumpfes ‚N‘) in mehreren Varianten gedruckt. Der Sammlerwert dieser Marke liegt laut Michel-Katalog je nach Druckvariante zwischen einigen Cent und mehreren tausend Euro.